# Фенілоцтова кислота
Фенілоцтова кислота (α-толуілова кислота) - блискучі голки з запахом меду. Добре розчинна у діетиловому ефірі, етанолі та інших органічних розчинниках, погано розчиняється у воді. Широко розповсюджена у клітинах та біологічних рідинах живих організмів.

## Синтез
Більшість синтезів фенілоцтової кислоти виходять з бензилгалогенідів. Фенілоцтова кислота може бути синтезована гідролізом бензилнітрилу, який отримують, у свою чергу взаємодією бензилхлориду з ціанідом натрію
:
Інший метод синтезу — взаємодія бензилхлориду з магнієм і подальша взаємодія реактиву Гріньяра, що утворився, з вуглекислотою:
PhCH2Cl + Mg {\displaystyle \to } PhCH2MgCl
PhCH2MgCl + CO2 {\displaystyle \to } PhCH2COOMgCl: PhCH2COOMgCl + H2O {\displaystyle \to } PhCH2COOH + Mg(OH)Cl
Фенілоцтова кислота також може бути синтезована карбонілюванням бензилового спирту у присутності родієвих каталізаторів.

## Застосування
Фенілоцтову кислоту і її ефіри застосовують при складанні парфумерних композицій і харчових есенцій (як отдушку воску і меду). Фенілоцтова кислота служить вихідним продуктом для синтезу фенаміну, який має сильну стимулюючу дією і, внаслідок цього, входить до списку прекурсорів, які підлягають контролю. Додавання фенілоцтової кислоти в культуральні середовища використовується в мікробіологічному синтезі бензилпеніциліну плесенями Penicillium chrysogenum або Penicillium notatum.

## Знаходження в природі
Міститься в рослинах (зокрема, тютюні) і деяких ефірних оліях. За деякими даними, фенілоцтова кислота, синтезуєма рослинами, може проявляти ауксінподібну активність ,. 
У тварин фенілоцтова кислота синтезується з фенілаланіну через фенілпіровиноградну кислоту, у людини наявність фенілоцтової кислоти в сечі і поті при фенілкетонурії, яка обумовлює їх специфічний «мишачий» запах є одним з діагностичних ознак.